# Humene
Humene is een bestuurslaag in het regentschap Gunungsitoli van de provincie Noord-Sumatra, Indonesië. Humene telt 612 inwoners (volkstelling 2010).